# 掌状叉蕨
掌状叉蕨（学名：Tectaria subpedata）为叉蕨科叉蕨属下的一个种。